# Diabolic Impious Evil
Diabolic Impious Evil è il terzo album della band death metal polacca Azarath, pubblicato nel 2006.

## Tracce
1. Whip the Whore – 3:51
2. Baptized in Sperm of the Antichrist – 3:00
3. Devil's Stigmata – 2:29
4. Anti-Human, Anti-God – 4:47
5. For Satan My Blood – 1:45
6. Screamin' Legions Death Metal – 3:24
7. Intoxicated by Goat Vomit – 2:28
8. Angels' Assassins – 3:18
9. Beast Inside – 2:44
10. Goathorned's Revenge – 5:01

## Formazione
- Bartłomiej Waruszewski - voce, basso
- Mariusz "Thrufel" Domaradzki - chitarra
- Bartłomiej Szudek - chitarra
- Inferno - batteria